# Hemilamprops

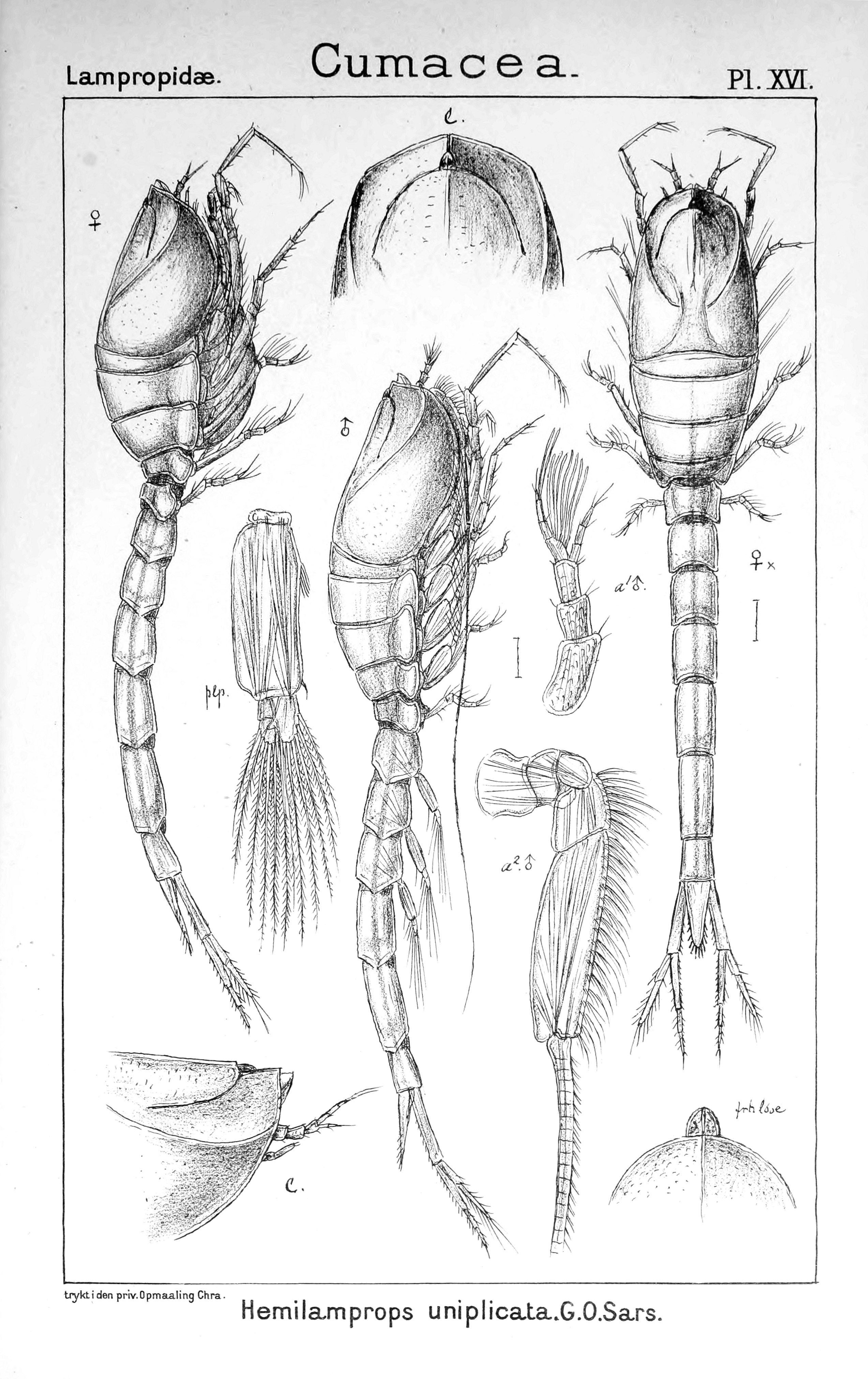
Hemilamprops uniplicatus

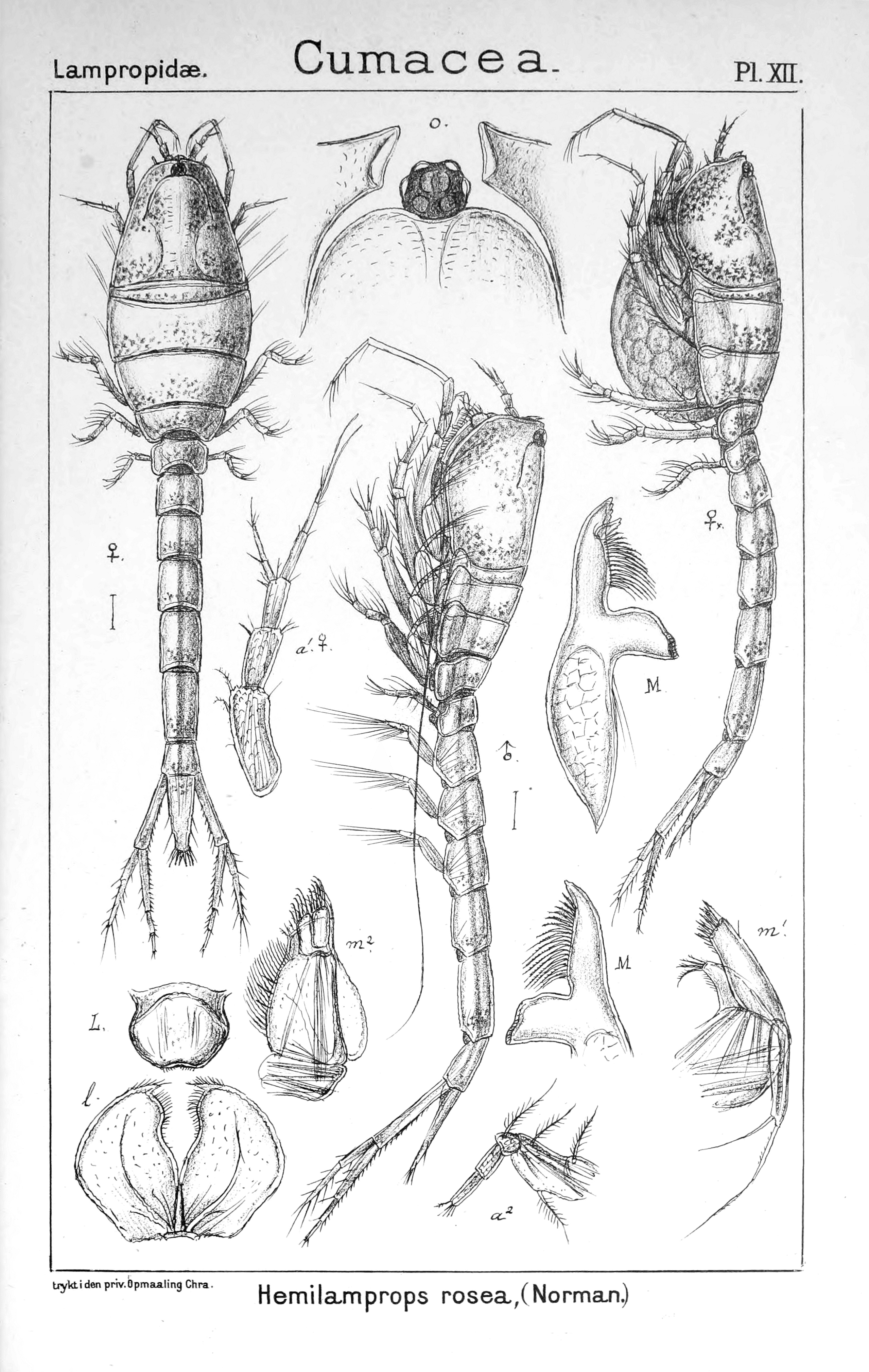
Hemilamprops roseus

Hemilamprops  (лат.) — род морских кумовых раков из семейства Lampropidae (Malacostraca). Около 30 видов.

## Описание
Отличаются от других кумовых рачков семейства Lampropidae стройным телом и слабо выраженным псевдорострумом. У самцов 3 пары брюшных конечностей плеоподов. Анальная лопасть (тельсон) развита, свободная, несёт от 1 до 8 апикальных шипиков (обычно три). Небольшие ракообразные, внешним видом тела напоминающие головастиков: покрытая панцирем вздутая головогрудь и грудной отдел (покрыты общим панцирем карапаксом) укрупнены и контрастируют с более тонким брюшком (плеоном), заканчивающимся хвостовой вилкой. Антенны самок состоят из 4 или 5 сегментов (конечный членик удлиненный). Уроподы (удлинённые конечности шестого сегмента) имеют 3-члениковый эндоподит.

## Систематика
Насчитывает около 30 видов. Род был впервые выделен в 1882 году норвежским зоологом Георгом-Оссианом Сарсом (Georg Ossian Sars; 1837—1927). В российских водах Японского моря встречается 2 вида.
- Hemilamprops abyssi Gamo, 1989
- Hemilamprops assimilis Sars, 1883
- Hemilamprops bacescui Petrescu & Wittmann, 2003[5]
- Hemilamprops beringiana  Yakovleva, 1952
- Hemilamprops bicarinata  Ledoyer, 1988
- Hemilamprops bigibbus  Gamo, 1974
- Hemilamprops brenkei  Muhlenhardt-Siegel, 2005[6]
- Hemilamprops californicus (Zimmer, 1936)
- Hemilamprops canadensis Vassilenko, 1988
- Hemilamprops cristatus (Sars G.O., 1870)
- Hemilamprops diversus Hale, 1946
- Hemilamprops emiensis Gamo, 1999
- Hemilamprops glabrus Day, 1978
- Hemilamprops gracilis Hart, 1930
- Hemilamprops izuanus Harada, 1959
- Hemilamprops japonicus (Harada), 1959
- Hemilamprops latus Hale, 1946
- Hemilamprops lotusae Bacescu, 1969
- Hemilamprops merlini Muhlenhardt-Siegel, 2005
- Hemilamprops miyakei Gamo, 1967
- Hemilamprops normani Bonnier, 1896
- Hemilamprops pacificus (Harada, 1959)
- Hemilamprops pectinatus Lomakina, 1955
- Hemilamprops pellucidus Zimmer, 1908
- Hemilampropss roseus (Norman, 1863)
- Hemilampropss serrulatus Ledoyer, 1977
- Hemilamprops tanseianus Gamo, 1967
- Hemilamprops ultimaespei Zimmer, 1921
- Hemilamprops uniplicatus (Sars G.O., 1872)